# モブツ・セセ・セコ
モブツ・セセ・セコ・クク・ンベンドゥ・ワ・ザ・バンガ（フランス語: Mobutu Sese Seko Kuku Ngbendu wa za Banga, 1930年10月14日 - 1997年9月7日）は、ザイール（現コンゴ民主共和国）の軍人、政治家。同国の第2代大統領（在任期間1965年から1997年）。第6代アフリカ統一機構議長。

## 生い立ち
モブツは1930年10月14日、ベルギー領コンゴのリサラでンバンディ族のカトリックの家庭に生まれた。当時の名前はジョゼフ＝デジレ・モブツ (Joseph-Désiré Mobutu) であった。父親は宣教師館の料理人で母親は掃除婦だった。落ち着きがなく放浪癖があったため、1949年に学校を退学となり7年間軍隊に入れられた。その後、首都で会計兼タイピストの主任や公安軍機関紙の編集者となったが、1956年に宗教色のないリベラルな日刊紙に時事ニュースの編集者として採用され、パトリス・ルムンバと知り合った。なお、ジャーナリスト時代のペンネームは「バンザイ」だった。1958年、ルムンバが創設したコンゴ国民運動に加入し、ブリュッセルでの独立交渉に参加した。

## コンゴ独立
1960年6月にベルギーからコンゴ共和国が独立すると大臣補佐に指名され、ルムンバの抜擢でコンゴ民主共和国軍の参謀総長に就任した。その後、カタンガ国が分離した後のコンゴの状況の悪化に伴い、1960年9月コンゴ動乱初期のクーデターで実権を掌握する。のちにジョセフ・カサブブ大統領と手を結び、パトリス・ルムンバ首相を逮捕したことでアメリカと関係が深くなった。1961年、政権を文民に移譲する。

## 大統領就任

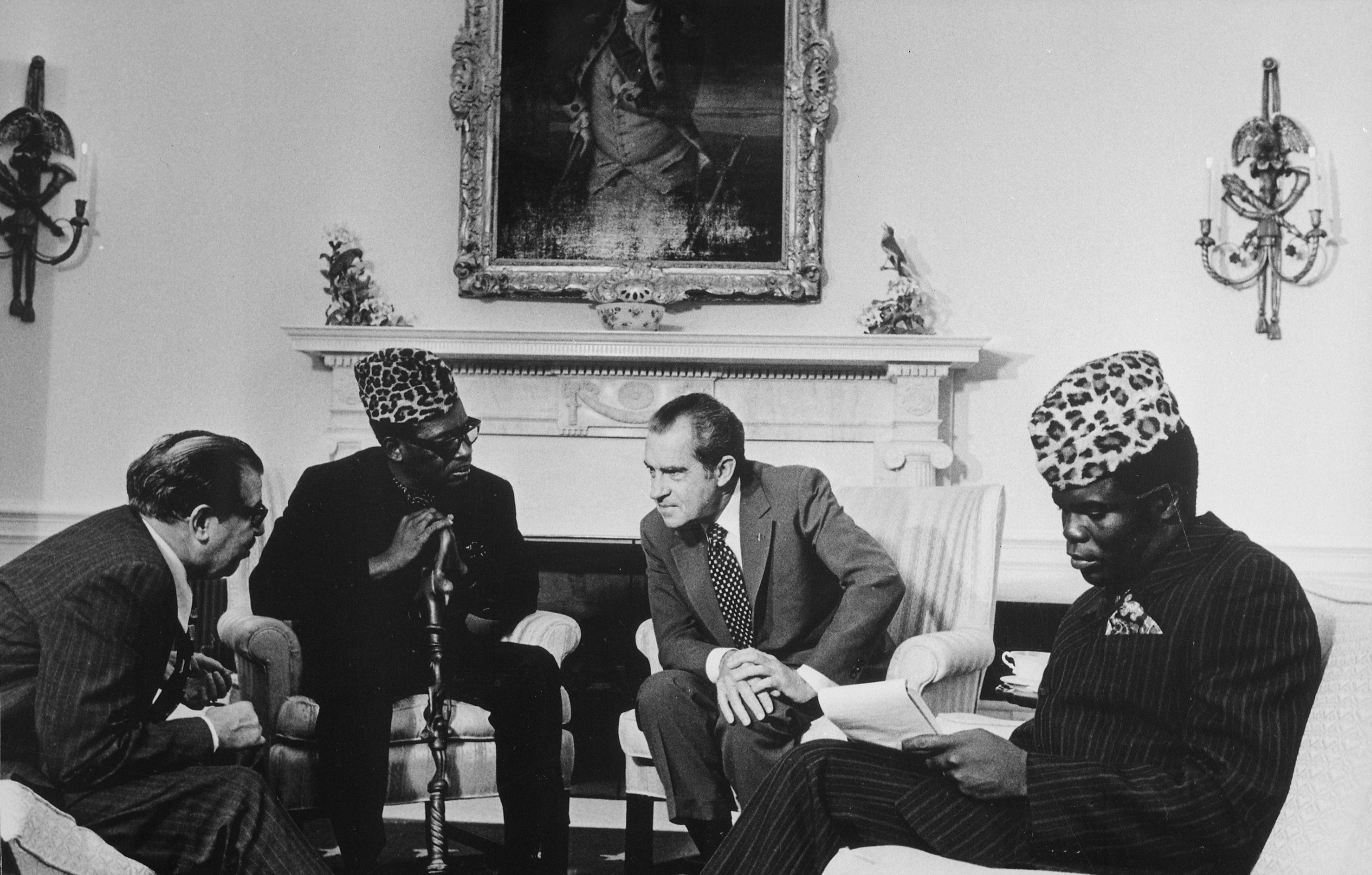
1973年10月10日、アメリカ大統領リチャード・ニクソンと会談するモブツ。

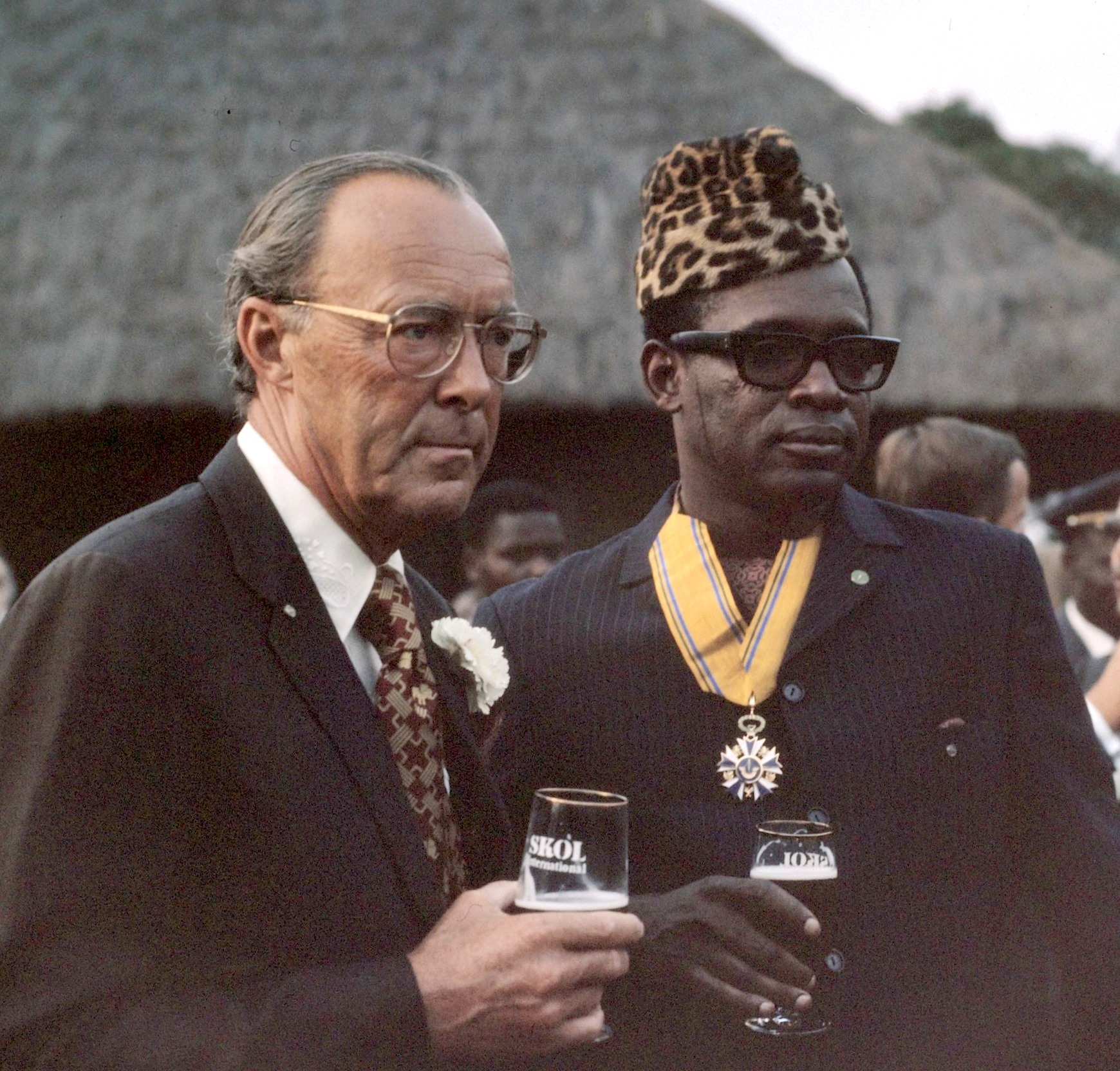
1973年、オランダの王配ベルンハルトとモブツ。

1965年11月24日に再度クーデターを実行し、大統領に就任して憲法を無効化させ、野党を非合法化して革命人民運動 (MPR) の一党独裁制を確立した。これの導入過程でモブツは反対派を弾圧をもって応じ、かつてコンゴ動乱の最中にカタンガ分離運動を主導し一時的に首相も経験したモイーズ・チョンベは、亡命中の1967年に欠席裁判で処刑を宣告された。同年6月、チョンベの乗っていた飛行機がモブツの手下の工作員にハイジャックされアルジェリアの基地に強制着陸させられた後、彼はそのまま同地に軟禁状態に置かれた。1969年にチョンベは死去するが、自然死とも暗殺とも言われている。また、モブツ政権下での待遇に不満を感じる約800人のカタンガ憲兵隊や、かつてチョンベに従っていた元外人傭兵部隊も関与した反乱が起きたが、最終的に鎮圧された（キサンガニの反乱）。さらにカタンガの鉱業権を独占していたコンゴ国内のユニオン・ミニエールをジェカミンとして国有化する資源ナショナリズムを行った。
対外的には、東西冷戦を利用し、アフリカにおける親米反共陣営として西側先進国からの支援金を一手に引き受けて、サブサハラ以南アフリカではアメリカ合衆国から最も援助を受けていた。またその権力基盤は、鉱山会社の利益に支えられていたが、それはスイス、ケイマン諸島、キプロスといった国々の秘密銀行口座が容易にした。それに加えて、世界銀行やIMFの資金もモブツを支える事になり、その融資や援助は貧困層への助けにならず、対外債務の泥沼化に拍車をかけた。モブツの不正蓄財は総額およそ50億ドルといわれ、西欧諸国、西アフリカ、モロッコ、ブラジルなどに、豪華別荘や古城・豪邸を保有し、隠し銀行口座を設けた。モブツに私物化された政権を揶揄する言葉として、「モブツの個人資産は、ザイール共和国の対外債務に等しい」といわれた。国内では、中央アフリカとの北部国境付近のバドリテ高原に自家用飛行場つきの巨大な宮殿を建設した。この宮殿は「ジャングルのヴェルサイユ宮殿」と呼ばれ、後年モブツが失脚間際に逃げ込むことになる。また、カウェレにも豪華な中国庭園と住宅を所有していた。TIMEからは「アフリカの独裁者の典型」と評されている。
1971年から国名を「コンゴ」から「ザイール」に、首都のフランス語の呼び名の「レオポルドヴィル」を「キンシャサ」に改称するなど民族主義的な「ザイール化政策」を推進する。1972年に自身の名前も「モブツ・セセ・セコ」に改名。1972年に台湾（中華民国）と国交断絶してモブツは中華人民共和国を訪問して毛沢東に接近し始め、第一次シャバ紛争やアンゴラ内戦などで共通敵はソ連とする利害の一致からソ連に敵対的なアフリカ諸国を支援するサファリ・クラブだけでなく、中ソ対立を起こしていた中国からも軍事顧問団の派遣や戦車などの軍事援助を受け、中国庭園はもちろんザイールの議事堂であるキンシャサ人民宮殿や国立競技場のスタッド・デ・マルティールなども中国の援助で建設された。また、日本の援助でコンゴ川に唯一架かるマタディ橋も建設された。同時期に西洋的なスーツとネクタイを禁止し、アバコストと呼ばれる中国の人民服のような折襟の服装をザイール国民に強制し始める。アフリカの酋長を象徴する杖や虎柄の帽子も愛用した。同じくアフリカの代表的な独裁者でありつつソ連を後ろ盾にしていたリビアのカダフィ大佐をモブツはライバル視し、ハリファ・ハフタルのような反カダフィ勢力をザイール国内に匿って支援し、リビアとザイールの代理戦争の様相も呈したチャド・リビア紛争ではアフリカ統一機構の平和維持部隊として先陣を切って派兵したザイール軍などによるインター・アフリカ軍はリビアを追い出すことを狙ってイッセン・ハブレに加担しているとグクーニ・ウェディから批判された。

## 内戦激化

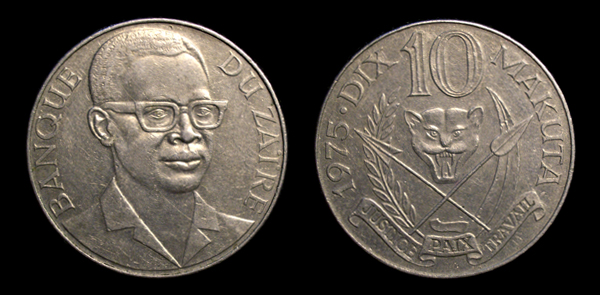
モブツを描いた10リクータ金貨

1996年8月に前立腺癌を患ってスイスの病院に入院したあたりから事態は変化していく。ザイール国内の不安定要因であった東部国境付近のフツとツチの民族紛争は、遂にザイール領内のツチ系最大勢力「バニャムレンゲ」の大蜂起に発展した。10月にはそれに乗じて人民革命党のローラン・カビラが反政府勢力を結集してコンゴ・ザイール解放民主勢力連合 (AFDL) を結成、ツチ人の軍事力を背景にキンシャサに向かって進撃を開始した。
武装蜂起当時、モブツは南フランスで静養中で1997年5月まで帰国せず、AFDL軍は、ザイール全土の約4分の3を制圧した。AFDLがキンシャサに迫ったので自国民の保護を念頭にアメリカ、フランス、イギリスや国連などが調停工作に乗り出す。

## 亡命・死後
1997年5月7日から8日にガボンで、ザイール情勢を協議するため「中部アフリカ仏語諸国7ヶ国首脳会議」が開催され、モブツも出席した。モブツは、本会議で健康上の理由で次期大統領選挙には出馬しないことを確認する声明を発表した。
5月16日、キンシャサに戻ったモブツは突然北部のバドリテにある宮殿に逃れ、国会議長モンセングォ司教率いる内閣に権力が移譲され、モブツは一切国政に関与しない旨の発表をした。5月17日AFDL軍はキンシャサに入城し、カビラ議長はルブンバシから「コンゴ民主共和国」の樹立と国家元首就任を宣言した。
5月18日にモブツはモロッコのラバトへ向けて出国し、9月7日に亡命先のモロッコで死去した。
全体主義、権威主義と民族主義の性格を併せ持つモブツの思想はモブツ主義と呼ばれ、モブツと敵対したルムンバのルムンバ主義と対比され、ブラックパンサー党の指導者であるヒューイ・P・ニュートンや歴史家のE・H・カーらはモブツをファシストと看做すも、今日のコンゴでもモブツの息子ンザンガ・モブツの結成したモブツ主義民主連合は議席を獲得するなど一定の支持を集めている。ンザンガはジョゼフ・カビラ政権に入閣して一時与党の一つにもなった。